# Pervonte
Pervonte oder Die Wünsche ist eine Verserzählung in drei Teilen von Christoph Martin Wieland.

## Entstehung
Die ersten beiden Teile entstanden im März und April 1778 und wurden im Oktober und November desselben Jahres sowie im Januar 1779 in der von Wieland herausgegebenen Zeitschrift Der Teutsche Merkur veröffentlicht. Erst im Dezember 1794 überarbeitete er den Text und vollendete ihn mit dem dritten Teil, sodass das ganze Werk 1796 im 18. Band der Sämmtlichen Werke erscheinen konnte.
Als Quelle gibt Wieland das Märchen Peruonto aus dem Pentameron an, das ihm aus der Bibliotheque Universelle des Romans vom Juni und September 1777 bekannt war.

## Handlung

### Erster Teil
Der König von Salern hat eine schöne, aber unnahbare Tochter namens Vastola, die alle Verehrer abweist. Zur gleichen Zeit lebt im Wald nahe der Stadt ein junger Kerl namens Pervonte, der als ausgesprochen dumm, hässlich und faul beschrieben wird. Er lebt mit seiner Mutter zusammen, tut nichts außer ab und zu Holz zu holen, und hat keine Wünsche, die über einen gefüllten Magen hinausgehen. Eines Tages sieht er beim Reisigholen im Wald drei schöne junge Frauen, die in der Sonne liegen und schlafen. Er baut ihnen ein Dach, das ihnen Schatten spendet. Sie erwachen und stellen sich als Feen vor, die ihm aus Dankbarkeit für seine Güte nun jeden Wunsch erfüllen wollen. Auf dem Rückweg äußert Pervonte scherzhaft, er wünschte, das Reisigbündel könnte ihn nach Hause tragen. Sofort erfüllt sich der Wunsch: Auf einem Reittier aus Reisig kommt er wieder in der Stadt an und erregt großes Aufsehen. Die Königstochter sieht ihn und verspottet ihn. Daraufhin äußert er den – wiederum nicht ernstgemeinten – Wunsch, sie möge mit Zwillingen von ihm schwanger sein, dann würde sie ihn nicht mehr verspotten. Monate später bringt Vastola tatsächlich Zwillingstöchter zur Welt. Der ganze Hof ist in Aufruhr, sie aber schwört, den Vater nicht zu kennen.
Sechs Jahre später: Der Seneschall des Königs glaubt, Kinder hätten einen Instinkt, ihren Vater aus jeder zu erkennen. Also wird der gesamte Adel zu einem Fest geladen, bei dem auch die Mädchen anwesend sind. Sie erkennen aber niemanden als Vater. Auch ein zweiter Ball für die Bürger bleibt erfolglos. Nun veranstaltet der König ein großes Volksfest. Als Pervonte dort auftaucht, rennen die Mädchen sofort auf ihn zu. Der König ist außer sich vor Wut und befiehlt, seine scheinbar untreue Tochter, die Zwillinge und Pervonte in einem großen Fass auf dem Meer auszusetzen.

### Zweiter Teil
Vastola erkennt Pervonte als den Reiter auf dem Reisigbündel wieder. Er erzählt ihr von den Feen der von ihnen verliehenen Gabe, dass alle seine Wünsche sich sofort erfüllen. Er weiß aber nicht, ob er die Gabe noch hat, da er sich nie etwas gewünscht hat: "An Suppe fehlt es nie in meiner Mutter Topf / Und nie dem Topf an Holz; was hätt ich wünschen sollen?" Gegen einen Kuss von Vastola als Preis wünscht er sich nun, dass sich das Fass in ein Schiff verwandelt und sie an Land bringt. Sie kommen in einem geradezu paradiesischen Tal an, und auf Vastolas Anregung hin wünscht er sich, dass das Schiff nun zu einem prächtigen Schloss wird, mit Gärten, Gütern und Bediensteten.
Da Vastola einsieht, dass sie ihr Leben mit Pervonte verbringen wird, verlangt sie, er solle sich von den Feen Schönheit und Verstand wünschen. Nun fordert er aber von Vastola Bescheidenheit, denn es fehle ihnen nun an nichts mehr.

### Dritter Teil
Trotz des perfekten Glücks stellt sich bei Vastola nach vier Wochen ein Gefühl der Sättigung und der Langeweile ein. Pervonte liebt sie, und für einen Kuss kann er ihr nichts abschlagen: Da ihr Gesellschaft fehlt, wünscht sie sich, zu einem Fest des Königs unerkannt zurück nach Salern zu reisen. Dann reisen sie nach Neapel und weiter nach Venedig. Überall wetteifert Vastola mit anderen Fürstinnen in Prunk und Verschwendungssucht, während sich Pervonte nach Ruhe sehnt. Er freut sich, als sie in ihr Schloss zurückkehren, doch schon wenige Tage später erscheinen von Vastola geladene Gäste, die den ganzen Sommer dort verbringen: Sie sehnen sich nach dem Landleben, sind aber zu bequem und verwöhnt, sich der Natur auszusetzen. Damit sich niemand langweilt, muss sich Pervonte, quasi zur "Wunschmaschine" degradiert, immer neue Vergnügungen wünschen.
Der von den Feen verliehene Verstand führt dazu, dass er ernster wird und sich von Vastola und ihrer Gesellschaft immer mehr absondert. Auch sie liebt ihn nicht wirklich, lässt sich von einem anderen Mann verführen, und plant eine neue Reise. Da Pervonte die Ruhe sucht, will sie allein reisen, und bittet um einen letzten Wunsch: einen Geldbeutel voll mit Goldmünzen, der nie leer wird. Sofort nach ihrer Abreise wünscht sich Pervonte, dass alle Wünsche rückgängig gemacht werden. Dass Schloss verschwindet, und die Feen erscheinen: Sie loben Pervonte für seinen weisen Wunsch, und erfüllen ihn mit einer Ausnahme: Den so gut gebrauchten Verstand kann er behalten. Er kehrt in die Hütte seiner Mutter zurück, während die Zwillinge ins Reich der Feen zurückkehren, und Vastola wieder als jungfräuliche Königstochter in Salern lebt. Die Feen erhalten ihr aber genug Erinnerung, dass sie den selbstverschuldeten Verlust ihres Glücks immer bereuen wird.

## Vertonungen
Die Erzählung ist dreimal als Oper bearbeitet worden:
- Pervonte oder die Wünsche, Musik: J. Miller, Text: Georg Gustav Fülleborn, UA 1804 in Breslau
- Pervonte oder die Wünsche, Musik: L. K. Reinecke, Text: August von Kotzebue, UA 1814 in Dessau
- Pervonte oder die Wünsche, Musik: Peter Joseph von Lindpaintner, Text: August von Kotzebue, UA 1816 in München